# Portraits traits privés
Portraits, traits privés est un film français de moyen métrage réalisé par Jean-Claude Guiguet, sorti en 2005.

## Synopsis
Le portrait d'un homme autodidacte.

## Fiche technique
- Titre : Portraits, traits privés
- Réalisation : Jean-Claude Guiguet
- Scénario : Jean-Claude Guiguet
- Son : Philippe Grivel
- Montage : Thomas Marchand
- Production : Les Films Hatari
- Pays d'origine :  France
- Durée : 52 min
- Date de sortie : 3 décembre 2005

## Distribution
- Alain Rochat

## Sélections
- 2005 : Festival EntreVues de Belfort